# 키다리게
키다리게(일본어: タカアシガニ 타카아시가니[*]는 일본 주변 바다에서 사는 갑각류의 한 종이다. 다른 어떤 절지동물들보다도 큰 다리를 가지고 있으며, 일본 내에서 식용으로 주로 사용된다. 같은 카디리게속(Macrocheira)에 마이오세에 살던 지금은 멸종한 두 종인 Macrocheira ginzanensis와 Macrocheira yabei를 포함한다.

## 같이 보기
- 대형 생물(Largest organisms)